# Prinsessan Madeleine
Madeleine Thérèse Amelie Josephine, född 10 juni 1982 på Drottningholms slott, är prinsessa av Sverige samt hertiginna av Hälsingland och Gästrikland. Hon är tredje och yngsta barnet till kung Carl XVI Gustaf och drottning Silvia av Sverige. Hennes officiella titel är: Hennes Kungliga Höghet Madeleine, Prinsessa av Sverige, Hertiginna av Hälsingland och Gästrikland. Hon är gift med Christopher O'Neill. 
Paret har tre barn, prinsessan Leonore (född 2014), prins Nicolas (född 2015) och prinsessan Adrienne (född 2018). Barnen kommer inte att få del av apanaget. Familjen var en period bosatt i New York och sedan i London, mellan 2018 och 2024 i Florida, och sedan juni 2024 i Stockholm.

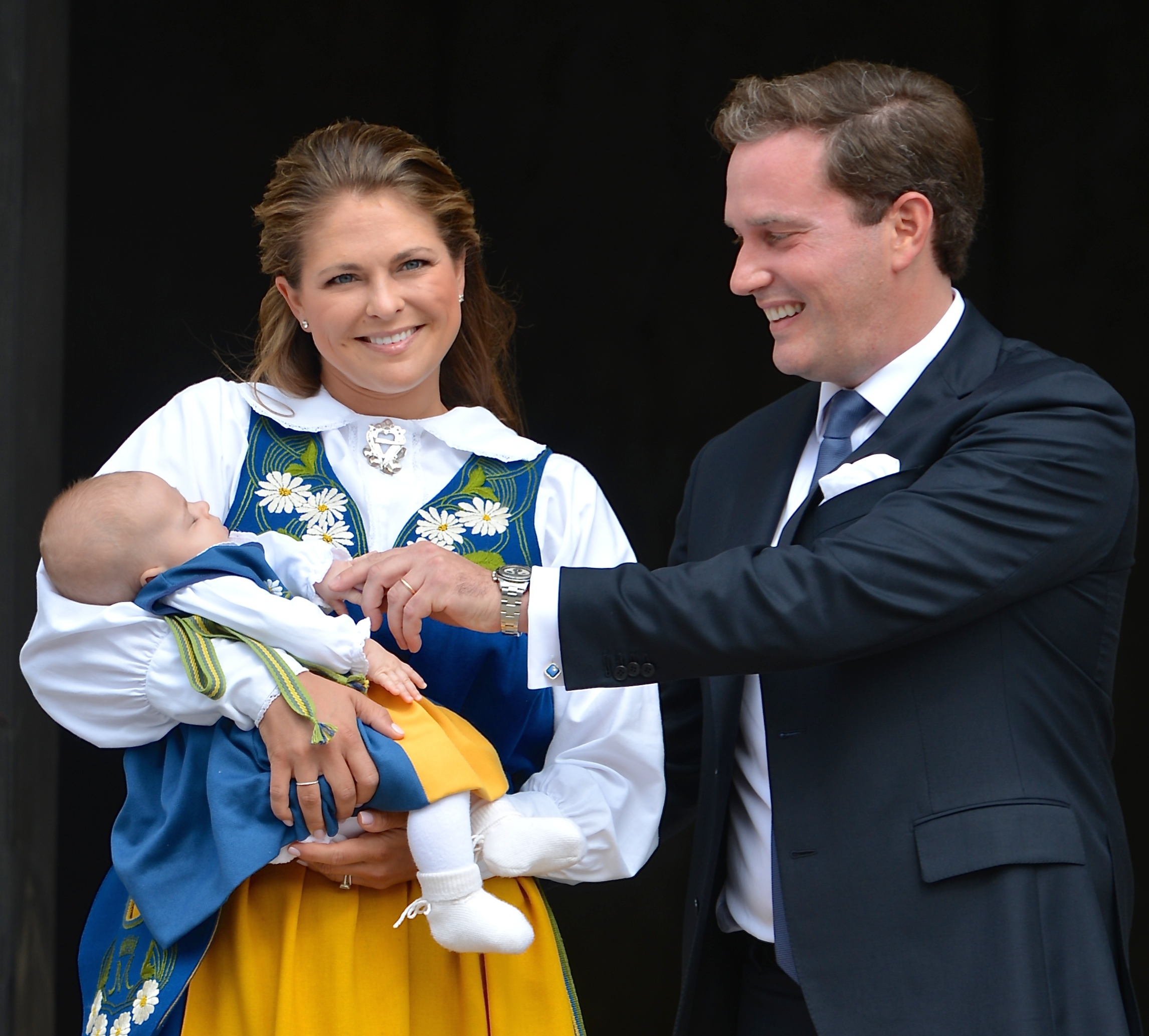
Prinsessan Madeleine, prinsessan Leonore och Christopher O'Neill på Sveriges nationaldag den 6 juni 2014 i södra valvet till Stockholms slott.

## Biografi
Prinsessan Madeleine föddes den 10 juni 1982 på Drottningholms slott. Den 31 augusti 1982 döptes hon i Slottskyrkan och gavs då namnen Madeleine Thérèse Amelie Josephine. Hennes faddrar var fars kusin prinsessan Benedikte, fars kusin prins Andreas av Sachsen-Coburg-Gotha, faster prinsessan Christina och morbror Walter L. Sommerlath.
Prinsessan Madeleine är nummer nio i den svenska tronföljden efter kronprinsessan Victoria, prinsessan Estelle, prins Oscar, prins Carl Philip, prins Alexander, prins Gabriel, prins Julian och prinsessan Ines.
I den brittiska tronföljden var prinsessan Madeleine nummer 286 den 1 januari 2011. Hon ingick inte i den brittiska tronföljden mellan 8 juni 2013 (datumet för hennes giftermål) och 25 mars 2015 på grund av en mycket gammal regel om att giftermål med en katolik inte tilläts. Denna regel togs bort 26 mars 2015 och prinsessan Madeleine återfick då sin tidigare plats i tronföljden.
Prinsessan Madeleine har sedan 2006 arbetat med World Childhood Foundation både i Stockholm och i USA. 2010 flyttade hon till New York och arbetade vid World Childhood Foundations kontor där. År 2015 flyttade hon och familjen tillfälligt till Sverige innan de i augusti samma år bosatte sig i London i England. I augusti 2018 meddelades det att prinsessan och hennes familj flyttar till Florida. I juni 2024 flyttade de till Stockholm.

### Utbildning
Från 1985 till 1989 gick Madeleine i Västerleds församlings förskoleverksamhet. I augusti 1989 påbörjade hon sin grundskolgång vid Smedslättsskolan i Bromma. Grundskolans högre skolår gick hon vid Carlssons skola i Stockholm, varefter hon fortsatte till Enskilda gymnasiet i Stockholm där hon gick ut i juni 2001.
Under senare delen av 2001 bodde hon i London, där hon studerade engelska (Cambridge Exam.). Under första halvåret 2002 fortsatte hon med en kurs i juridik på Folkuniversitetet. Prinsessan gjorde praktik på olika företag, bland annat tidningen Sköna Hem och hos arkitekten Thomas Sandell på Sandell & Sandberg.
I januari 2003 skrevs hon in vid Stockholms universitet där hon läste konstvetenskap (60 poäng), innefattande en C-uppsats om tillkomsten av Solliden, och etnologi (40 poäng). Under andra halvåret 2005 studerade hon historia. Den 23 januari 2006 avlade hon filosofie kandidatexamen i konstvetenskap, etnologi och modern historia.
Inom ramen för sin utbildning gjorde hon våren 2006 praktik vid Unicef:s huvudkontor i New York.
Hösten 2006 läste prinsessan en magisterkurs i organisation och ledarskap. Våren 2007 fortsatte hon med magisterstudier på Socialhögskolan i ämnet "Barnets rätt i samhället". Studierna fortsatte hösten 2007 med en universitetskurs i barnpsykologi.

### Författarskap
Prinsessan Madeleine har skrivit barnboken Stella och hemligheten tillsammans med Karini Gustafson-Teixeira och Marie Oskarsson.

### Partner och bröllop
Prinsessan Madeleine hade från 2002 ett förhållande med juristen Jonas Bergström som var hennes eklaterade fästman från 11 augusti 2009 sedan han hade godkänts av regeringen enligt grundlagens bestämmelser. 24 april 2010 meddelade hovet att förlovningen brutits.

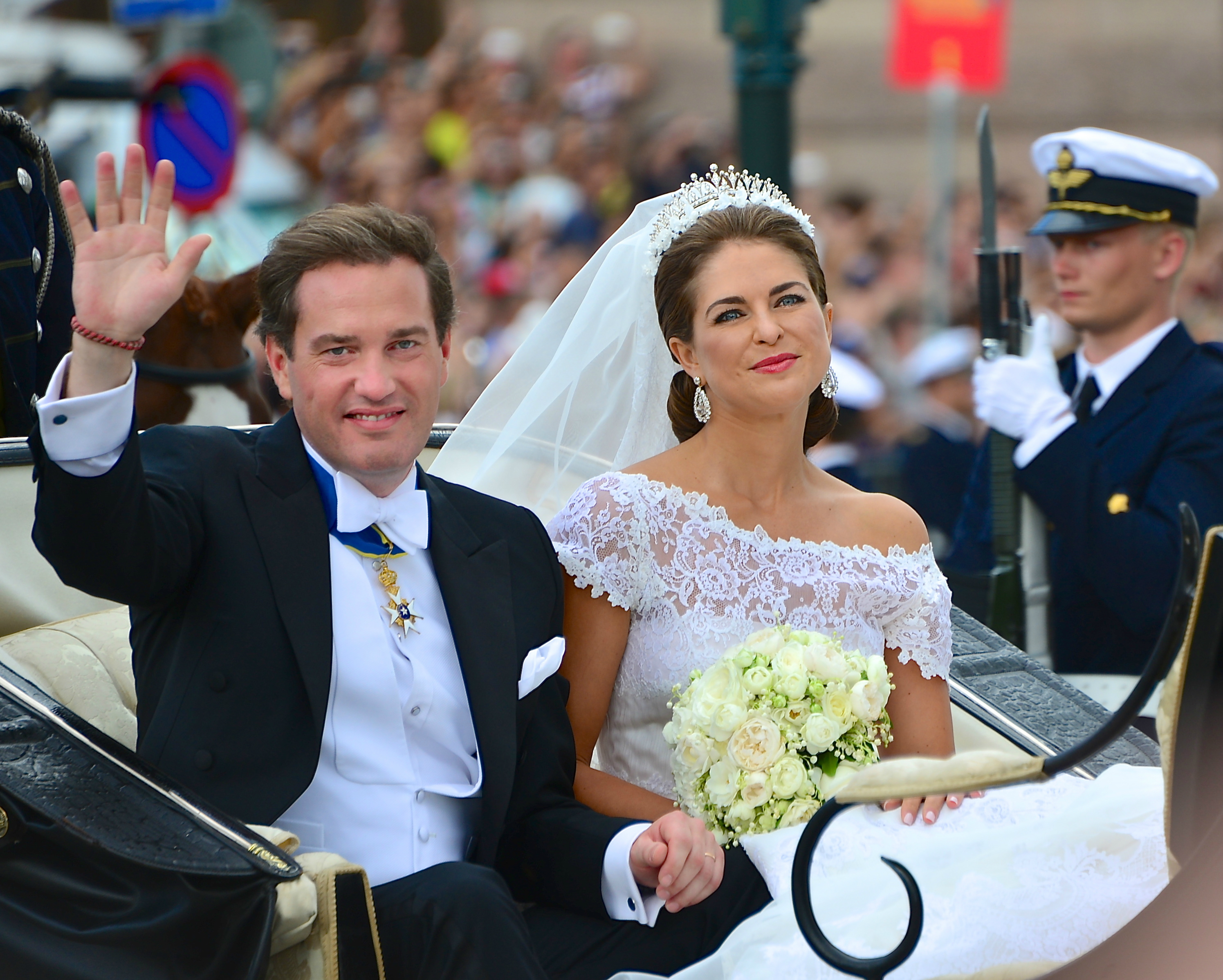
Prinsessan Madeleine och Christopher O'Neill i kortegevagnen efter vigseln 8 juni 2013.

Första gången prinsessan Madeleine och Christopher O'Neill visade sig offentligt tillsammans var i januari 2011.
Den 21 maj 2012 bekräftade hovet, i samband med prinsessan Estelles dop, att prinsessan Madeleine sammanbor med Christopher O'Neill i New York. 
Den 25 oktober samma år offentliggjordes parets förlovning med vigsel i Sverige. Lysning hölls vid en gudstjänst i Slottskyrkan den 19 maj 2013 samt en efterföljande mottagning på Kungliga slottet.
Bröllopet mellan prinsessan Madeleine och Christopher O'Neill ägde rum den 8 juni 2013 och vigseln genomfördes i Slottskyrkan i Stockholm. Vigseln direktsändes av Sveriges Television. Överhovpredikanten, biskop emeritus Lars-Göran Lönnermark och hovförsamlingens pastor Michael Bjerkhagen vigde paret.
 Christopher O'Neills best man var hans barndomsvän Cedric Notz. Sex barn bildade brudnäbb, brudgummens syskonbarn Louis och Chiara Abensperg und Traun och Jasper D'Abo, brudens gudbarn och tillika kusinbarn Anaïs och Chloe Sommerlath samt brudens väninnas dotter Lillie von Horn.

### Barn
Den 20 februari 2014 föddes parets första barn, prinsessan Leonore. Den 15 juni 2015 föddes parets andra barn, prins Nicolas, på Danderyds sjukhus. Den 9 mars 2018 föddes parets tredje barn, prinsessan Adrienne, på Danderyds sjukhus.

### Förändringar inom det kungliga huset
Den 7 oktober 2019 beslutade kung Carl XVI Gustaf om förändringar kring vilka av hans familjemedlemmar som skulle tillhöra det kungliga huset. Beslutet innebar att prins Carl Philips barn och prinsessan Madeleines barn inte längre tillhör det kungliga huset och inte längre har ställning som Kungliga Högheter. De behöll dock sina titlar som prins/prinsessa och hertig/hertiginna. I samband med detta förväntas prinsessan Leonore, prins Nicolas och prinsessan Adrienne inte längre ha offentliga åtaganden på kungens uppdrag och betraktas framgent som privatpersoner. Barnen är fortsatt arvsberättigade till tronen.

## Roll i kungahuset

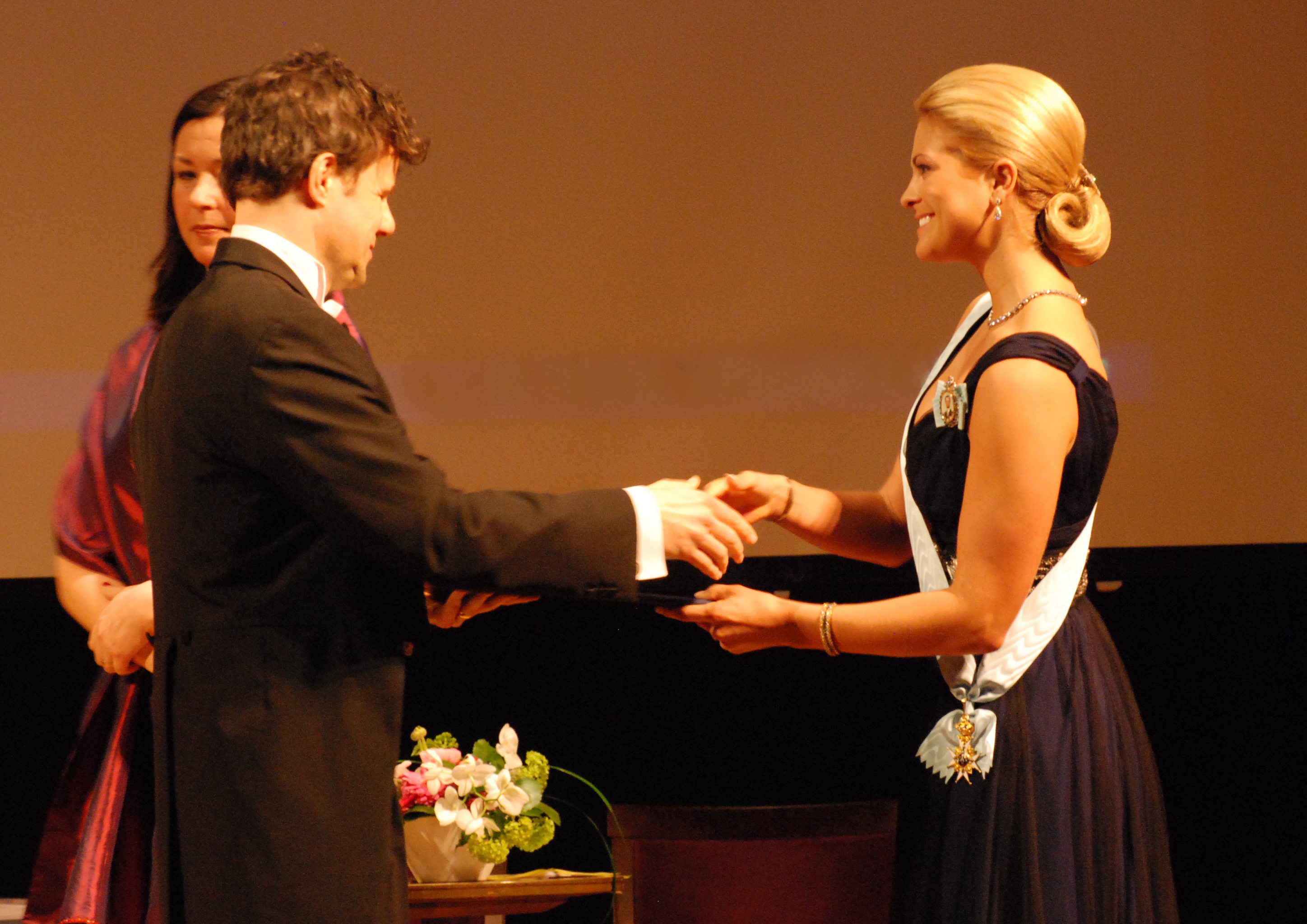
Prinsessan Madeleine förrättar prisutdelning av 2010 års Göran Gustafssonpris till William Agace vid Kungliga Vetenskapsakademiens högtidssammankomst.

Prinsessan Madeleine deltar, tillsammans med andra medlemmar av kungafamiljen eller på egen hand, vid olika typer av officiella förrättningar som till exempel statsbesök eller nationaldagsfirandet. Eftersom hon är hertiginna av Hälsingland och Gästrikland är det naturligt att vissa engagemang har anknytning till dessa landskap.
Prinsessan Madeleine delar hovstat med sin mor Drottning Silvia.

### Beskyddarskap
I likhet med övriga medlemmar av kungahuset är prinsessan officiell beskyddare och/eller hedersledamot av ett antal organisationer, till exempel
Europa Nostra,
Karl Johans förbundet,
Kungliga Motorbåt Klubben,
Stiftelsen Min Stora Dag och
World Childhood Foundation

## Anfäder
|                      |  |  |  |  |  |  |  |                      |  |  |  |  |  |  |  |                        |  |  |  |  |  |  |  | Kung Gustaf VI Adolf                                          |
|                      |  |  |  |  |  |  |  |                      |  |  |  |  |  |  |  |                        |  |  |  |  |  |  |  |                                                               |
|                      |  |  |  |  |  |  |  |                      |  |  |  |  |  |  |  | Prins Gustaf Adolf     |  |  |  |  |  |  |  |                                                               |
|                      |  |  |  |  |  |  |  |                      |  |  |  |  |  |  |  |                        |  |  |  |  |  |  |  |                                                               |
|                      |  |  |  |  |  |  |  |                      |  |  |  |  |  |  |  |                        |  |  |  |  |  |  |  | Kronprinsessan Margareta                                      |
|                      |  |  |  |  |  |  |  |                      |  |  |  |  |  |  |  |                        |  |  |  |  |  |  |  |                                                               |
|                      |  |  |  |  |  |  |  | Kung Carl XVI Gustaf |  |  |  |  |  |  |  |                        |  |  |  |  |  |  |  |                                                               |
|                      |  |  |  |  |  |  |  |                      |  |  |  |  |  |  |  |                        |  |  |  |  |  |  |  |                                                               |
|                      |  |  |  |  |  |  |  |                      |  |  |  |  |  |  |  |                        |  |  |  |  |  |  |  | Karl Edvard av Sachsen-Coburg-Gotha                           |
|                      |  |  |  |  |  |  |  |                      |  |  |  |  |  |  |  |                        |  |  |  |  |  |  |  |                                                               |
|                      |  |  |  |  |  |  |  |                      |  |  |  |  |  |  |  | Prinsessan Sibylla     |  |  |  |  |  |  |  |                                                               |
|                      |  |  |  |  |  |  |  |                      |  |  |  |  |  |  |  |                        |  |  |  |  |  |  |  |                                                               |
|                      |  |  |  |  |  |  |  |                      |  |  |  |  |  |  |  |                        |  |  |  |  |  |  |  | Victoria Adelheid av Schleswig-Holstein-Sonderburg-Glücksburg |
|                      |  |  |  |  |  |  |  |                      |  |  |  |  |  |  |  |                        |  |  |  |  |  |  |  |                                                               |
| Prinsessan Madeleine |  |  |  |  |  |  |  |                      |  |  |  |  |  |  |  |                        |  |  |  |  |  |  |  |                                                               |
|                      |  |  |  |  |  |  |  |                      |  |  |  |  |  |  |  |                        |  |  |  |  |  |  |  | Moritz Sommerlath                                             |
|                      |  |  |  |  |  |  |  |                      |  |  |  |  |  |  |  |                        |  |  |  |  |  |  |  |                                                               |
|                      |  |  |  |  |  |  |  |                      |  |  |  |  |  |  |  | Walther Sommerlath     |  |  |  |  |  |  |  |                                                               |
|                      |  |  |  |  |  |  |  |                      |  |  |  |  |  |  |  |                        |  |  |  |  |  |  |  |                                                               |
|                      |  |  |  |  |  |  |  |                      |  |  |  |  |  |  |  |                        |  |  |  |  |  |  |  | Erna Waldau                                                   |
|                      |  |  |  |  |  |  |  |                      |  |  |  |  |  |  |  |                        |  |  |  |  |  |  |  |                                                               |
|                      |  |  |  |  |  |  |  | Drottning Silvia     |  |  |  |  |  |  |  |                        |  |  |  |  |  |  |  |                                                               |
|                      |  |  |  |  |  |  |  |                      |  |  |  |  |  |  |  |                        |  |  |  |  |  |  |  |                                                               |
|                      |  |  |  |  |  |  |  |                      |  |  |  |  |  |  |  |                        |  |  |  |  |  |  |  | Arthur de Toledo                                              |
|                      |  |  |  |  |  |  |  |                      |  |  |  |  |  |  |  |                        |  |  |  |  |  |  |  |                                                               |
|                      |  |  |  |  |  |  |  |                      |  |  |  |  |  |  |  | Alice Soares de Toledo |  |  |  |  |  |  |  |                                                               |
|                      |  |  |  |  |  |  |  |                      |  |  |  |  |  |  |  |                        |  |  |  |  |  |  |  |                                                               |
|                      |  |  |  |  |  |  |  |                      |  |  |  |  |  |  |  |                        |  |  |  |  |  |  |  | Elisa Novaes Soares                                           |
|                      |  |  |  |  |  |  |  |                      |  |  |  |  |  |  |  |                        |  |  |  |  |  |  |  |                                                               |

## Titlar, ordnar och utmärkelser
- 1982 - : Hennes Kunglig Höghet Madeleine, Prinsessa av Sverige, Hertiginna av Hälsingland och Gästrikland

### Svenska ordnar och dekorationer
- Ledamot och Kommendör av Kungl. Maj:ts Orden (utnämnd vid födseln, tilldelad 10 juni 2000)[31][32]
- Konung Carl XVI Gustafs jubileumsminnestecken (30 april 1996)
- Kungens miniatyrporträtt (2000)
- Konung Carl XVI Gustafs jubileumsminnestecken II (15 september 2013)
- Kronprinsessan Victorias och Prins Daniels bröllopsminnesmedalj (19 juni 2010)[33]
- Konung Carl XVI Gustafs jubileumsminnestecken III (30 april 2016)
- Konung Carl XVI Gustafs jubileumsminnestecken IV, 15 september 2023.[34]

### Utländska ordnar och dekorationer
- Första klass av Bulgariska Stara planina orden.[35]
- Storkors av Brasilianska Rio Branco orden, 2007
- Storkors av Isländska Falkorden, 6 maj 2025
- Storkors av Ärans orden, 2008
- Storkors av Jordanska stjärnorden.[36]
- Riddare av första klassen i Dyrbara Kronans orden, 2022
- Storofficer av Lettiska Tre Stjärnors orden.[37]
- Storkors av Adolf av Nassaus civil- och militärförtjänstorden, 2008.[38]
- Kommendör av Malaysiska kronorden, 2005.[39]
- Storkors av Norska Sankt Olavs orden, 2005.
- Storkors av Rumänska nationella orden för trogen tjänst.
- Storkors av första klass av Förbundsrepubliken Tysklands förtjänstorden.[40]